# جون روبرتسون (سياسي أسترالي)
جون روبرتسون (بالإنجليزية: John Robertson)‏ هو عامل كهربائي ونقابي وسياسي أسترالي، ولد في 16 نوفمبر 1962 في أستراليا. حزبياً، نشط في حزب العمال الأسترالي. وقد انتخب رئيس المعارضة في نيوساوث ويلز ‏ (31 مارس 2011 – 5 يناير 2015) وانتخب عضو الجمعية التشريعية نيو ساوث ويلز عن دائرة بلاكتاون ‏ (26 مارس 2011 – 25 أغسطس 2017) وانتخب عضو المجلس التشريعي نيو ساوث ويلز (22 أكتوبر 2008 – 2 مارس 2011).

## وصلات خارجية
- الموقع الرسمي